# 维沃特语
维沃特语是一种曾由维沃特人使用的已灭绝犹他－阿兹特克语系语言（维沃特人是生活在洛杉矶的美国原住民），它自1940年代开始就不再使用于日常会话。维沃特人目前主要使用英语而非维沃特语，但仍有少数维沃特人试图凭借日常对话和仪式复兴维沃特语。维沃特语是语言复兴课程以及与宗教环境相关的公开讨论的议题之一。